# Rio Grande Valley Vipers 2020-2021
La stagione 2020-21 dei Rio Grande Valley Vipers fu la 14ª nella NBA D-League per la franchigia.
I Rio Grande Valley Vipers arrivarono settimi nella regular season con un record di 9-6. Nei play-off persero nei quarti di finale con i Santa Cruz Warriors (1-0). 

## Roster
| N° | Naz.                   | Ruolo | Sportivo               | Anno | Alt. | Peso |
| -- | ---------------------- | ----- | ---------------------- | ---- | ---- | ---- |
| 0  | Stati Uniti (bandiera) | A     | Kenny Wooten           | 1998 | 203  | 107  |
| 1  | Stati Uniti (bandiera) | G     | Armoni Brooks          | 1998 | 191  | 88   |
| 3  | Stati Uniti (bandiera) | GA    | Kevin Porter           | 2000 | 193  | 92   |
| 4  | Stati Uniti (bandiera) | G     | Desure Buie            | 1997 | 180  | 73   |
| 5  | Australia (bandiera)   | G     | William McDowell-White | 1998 | 196  | 84   |
| 6  | Stati Uniti (bandiera) | A     | Kenyon Martin          | 2001 | 198  | 98   |
| 10 | Stati Uniti (bandiera) | G     | Jarron Cumberland      | 1997 | 196  | 95   |
| 18 | Stati Uniti (bandiera) | G     | Shawn Occeus           | 1997 | 193  | 95   |
| 21 | Stati Uniti (bandiera) | G     | Trevelin Queen         | 1997 | 198  | 86   |
| 23 | Stati Uniti (bandiera) | G     | Josh Reaves            | 1997 | 193  | 97   |
| 26 | Stati Uniti (bandiera) | AC    | Dewan Hernandez        | 1996 | 211  | 107  |
| 26 | Stati Uniti (bandiera) | A     | Ray Spalding           | 1997 | 206  | 102  |
| 33 | Stati Uniti (bandiera) | G     | Brodric Thomas         | 1997 | 196  | 84   |
| 34 | Stati Uniti (bandiera) | A     | Josh Huestis           | 1991 | 201  | 104  |
| 34 | Stati Uniti (bandiera) | A     | Anthony Lamb           | 1998 | 198  | 103  |
| 42 | Stati Uniti (bandiera) | G     | Trhae Mitchell         | 1997 | 198  | 88   |

## Staff tecnico
- Allenatore: Mahmoud Abdelfattah
- Vice-allenatori: Devan Blair, Osama Daghles, Antoine Broxsie